# Liste des monuments aux morts en Haute-Garonne
Pour un article plus général, voir Liste des œuvres d'art de la Haute-Garonne.
Cet article vise à recenser les monuments aux morts en Haute-Garonne, en France.

## Liste
Les monuments sont classés par ordre alphabétique de communes, ou anciennes communes. Si une commune possède plusieurs monuments, ils sont classés par ordre chronologique des conflits commémorés.
| Œuvre                                                                                          | Auteur                                                                 | Commune                     | Localisation                                                                                    | Notes                                                 | Installation | Coordonnées                      | Illustration                                                                                        |
| ---------------------------------------------------------------------------------------------- | ---------------------------------------------------------------------- | --------------------------- | ----------------------------------------------------------------------------------------------- | ----------------------------------------------------- | ------------ | -------------------------------- | --------------------------------------------------------------------------------------------------- |
| Monument aux morts                                                                             | À déterminer                                                           | Agassac                     | Dans l'église de la Nativité-de-la-Sainte-Vierge                                                | Plaque.                                               | À déterminer | à géolocaliser                   | Image manquante                                                                                     |
| Monument aux morts                                                                             | À déterminer                                                           | Aignes                      | À côté de l'église Saint-Baudile                                                                |                                                       | À déterminer | à géolocaliser                   | Monument aux morts                                                                                  |
| Monument aux morts                                                                             | À déterminer                                                           | Aigrefeuille                | À déterminer                                                                                    |                                                       | À déterminer | à géolocaliser                   | Monument aux morts                                                                                  |
| Poilu baïonnette au canon (d) (monument aux morts)                                             | Copie d'après Étienne Camus                                            | Alan                        | Sur la place de l'église, à l'intersection de la RD 13 et de la RD 10                           |                                                       | À déterminer | à géolocaliser                   | Image manquante                                                                                     |
| Monument aux morts                                                                             | À déterminer                                                           | Albiac                      | À déterminer                                                                                    |                                                       | À déterminer | à géolocaliser                   | Monument aux morts                                                                                  |
| Monument aux morts                                                                             | À déterminer                                                           | Anan                        | À côté de l'église                                                                              |                                                       | 1998         | à géolocaliser                   | Monument aux morts                                                                                  |
| Monument aux morts                                                                             | Marbrerie Toulousaine                                                  | Antichan-de-Frontignes      | Sur le portail de l'enclos paroissial                                                           |                                                       | 1920         | à géolocaliser                   | Monument aux morts                                                                                  |
| Monument aux morts                                                                             | À déterminer                                                           | Arbon                       | À côté de l'église Saint-Michel                                                                 |                                                       | À déterminer | à géolocaliser                   | Image manquante                                                                                     |
| Monument aux morts                                                                             | Victor Feraut (marbrier)                                               | Ardiège                     | En face du foyer rural                                                                          |                                                       | À déterminer | à géolocaliser                   | Monument aux morts                                                                                  |
| Monument aux morts                                                                             | Jean Clavé (marbrier)                                                  | Arguenos                    | À côté de l'église Saint-Laurent                                                                |                                                       | À déterminer | à géolocaliser                   | Image manquante                                                                                     |
| Monument aux morts                                                                             | À déterminer                                                           | Arlos                       | À côté de l'école                                                                               |                                                       | À déterminer | à géolocaliser                   | Image manquante                                                                                     |
| Monument aux morts                                                                             | À déterminer                                                           | Arnaud-Guilhem              | À côté de l'église Saint-Martin                                                                 |                                                       | À déterminer | à géolocaliser                   | Image manquante                                                                                     |
| Monument aux morts                                                                             | À déterminer                                                           | Artigue                     | Dans l'église Saint-Pierre-Saint-Paul                                                           | Plaque.                                               | À déterminer | à géolocaliser                   | Image manquante                                                                                     |
| Monument aux morts                                                                             | Firmin Michelet                                                        | Aspet                       | À déterminer                                                                                    |                                                       | À déterminer | à géolocaliser                   | Monument aux morts                                                                                  |
| Monument aux morts                                                                             | À déterminer                                                           | Aspret-Sarrat               | À côté de l'église Saint-Fiacre                                                                 |                                                       | À déterminer | à géolocaliser                   | Monument aux morts                                                                                  |
| Monument aux morts                                                                             | À déterminer                                                           | Aucamville                  | À côté de l'église Notre-Dame                                                                   |                                                       | À déterminer | à géolocaliser                   | Monument aux morts                                                                                  |
| Monument aux morts                                                                             | À déterminer                                                           | Aulon                       | À côté de l'église Notre-Dame                                                                   |                                                       | À déterminer | à géolocaliser                   | Image manquante                                                                                     |
| Monument aux morts                                                                             | À déterminer                                                           | Auragne                     | À déterminer                                                                                    |                                                       | À déterminer | à géolocaliser                   | Image manquante                                                                                     |
| Monument aux morts                                                                             | À déterminer                                                           | Aureville                   | À déterminer                                                                                    |                                                       | À déterminer | à géolocaliser                   | Image manquante                                                                                     |
| Monument aux morts                                                                             | À déterminer                                                           | Auriac-sur-Vendinelle       | Dans l'église Sainte-Madeleine                                                                  |                                                       | À déterminer | à géolocaliser                   | Image manquante                                                                                     |
| Monument aux morts                                                                             | À déterminer                                                           | Auriac-sur-Vendinelle       | Dans le jardin public, avenue des Anciens Combattants                                           |                                                       | À déterminer | à géolocaliser                   | Image manquante                                                                                     |
| Monument aux morts                                                                             | À déterminer                                                           | Auribail                    | Intersection de la RD 48 et de la RD 28d                                                        |                                                       | À déterminer | à géolocaliser                   | Image manquante                                                                                     |
| Monument aux morts                                                                             | À déterminer                                                           | Aurignac                    | En face de la mairie                                                                            |                                                       | À déterminer | à géolocaliser                   | Image manquante                                                                                     |
| Monument aux morts                                                                             | À déterminer                                                           | Aurin                       | À déterminer                                                                                    |                                                       | À déterminer | à géolocaliser                   | Monument aux morts                                                                                  |
| Monument aux morts                                                                             | À déterminer                                                           | Ausseing                    | À déterminer                                                                                    |                                                       | 2009         | à géolocaliser                   | Image manquante                                                                                     |
| Monument aux morts                                                                             | À déterminer                                                           | Ausson                      | À côté de l'église Saint-Pierre                                                                 |                                                       | À déterminer | à géolocaliser                   | Monument aux morts                                                                                  |
| Monument aux morts                                                                             | J. Réné                                                                | Ayguesvives                 | À côté de l'église Saint-Saturnin                                                               |                                                       | 1989         | à géolocaliser                   | Image manquante                                                                                     |
| Monument aux morts                                                                             | À déterminer                                                           | Bachas                      | À côté de l'église Notre-Dame                                                                   |                                                       | À déterminer | à géolocaliser                   | Monument aux morts                                                                                  |
| Monument aux morts                                                                             | À déterminer                                                           | Bachos                      | RD 44                                                                                           |                                                       | À déterminer | à géolocaliser                   | Monument aux morts                                                                                  |
| Monument aux morts                                                                             | À déterminer                                                           | Bagiry                      | À côté du cimetière et de l'église Saint-Hilaire                                                |                                                       | À déterminer | à géolocaliser                   | Monument aux morts                                                                                  |
| Monument aux morts                                                                             | Jean-Marie Mengue                                                      | Bagnères-de-Luchon          | Sur la place Maréchal-Joffre                                                                    |                                                       | 1921         | à géolocaliser                   | Monument aux morts« Monument aux morts de 1914-1918 à Bagnères-de-Luchon », sur À nos grands hommes |
| Monument aux morts                                                                             | À déterminer                                                           | Balma                       | Dans le cimetière                                                                               |                                                       | À déterminer | à géolocaliser                   | Monument aux morts                                                                                  |
| Monument aux morts                                                                             | André Paltrié                                                          | Balma                       | À déterminer                                                                                    |                                                       | 1982         | à géolocaliser                   | Image manquante                                                                                     |
| Monument aux morts                                                                             | À déterminer                                                           | Barbazan                    | En face de la gendarmerie                                                                       |                                                       | À déterminer | à géolocaliser                   | Image manquante                                                                                     |
| Monument aux morts                                                                             | À déterminer                                                           | Bax                         | Dans le cimetière, à côté de l'église Saint-Ferréol                                             |                                                       | À déterminer | à géolocaliser                   | Monument aux morts                                                                                  |
| Monument aux morts                                                                             | Jean-Marie Fourès                                                      | Baziège                     | Sur la place du Monument aux Morts                                                              |                                                       | 1922         | à géolocaliser                   | Monument aux morts« Monument aux morts de 1914-1918 à Baziège », sur À nos grands hommes            |
| Monument aux morts                                                                             | À déterminer                                                           | Bazus                       | À déterminer                                                                                    |                                                       | À déterminer | à géolocaliser                   | Monument aux morts                                                                                  |
| Monument aux morts                                                                             | À déterminer                                                           | Beauteville                 | À déterminer                                                                                    |                                                       | À déterminer | à géolocaliser                   | Monument aux morts                                                                                  |
| Monument aux morts                                                                             | À déterminer                                                           | Beauville                   | À côté de l'église Saint-Jean-Baptiste                                                          |                                                       | À déterminer | à géolocaliser                   | Monument aux morts                                                                                  |
| Monument aux morts                                                                             | À déterminer                                                           | Bérat                       | À déterminer                                                                                    |                                                       | À déterminer | à géolocaliser                   | Monument aux morts                                                                                  |
| Monument aux morts                                                                             | À déterminer                                                           | Bessières                   | Dans l'église Saint Jean-Baptiste                                                               |                                                       | À déterminer | à géolocaliser                   | Monument aux morts                                                                                  |
| Monument aux morts                                                                             | À déterminer                                                           | Bessières                   | À déterminer                                                                                    |                                                       | À déterminer | à géolocaliser                   | Monument aux morts                                                                                  |
| Monument aux morts de 1914-1918                                                                | À déterminer                                                           | Blagnac                     | Dans l'église Saint-Pierre                                                                      |                                                       | À déterminer | à géolocaliser                   | Monument aux morts de 1914-1918                                                                     |
| Monument aux morts                                                                             | Abel Fabre                                                             | Blagnac                     | Sur la place du Souvenir français                                                               |                                                       | À déterminer | à géolocaliser                   | Image manquante                                                                                     |
| Monument aux morts                                                                             | À déterminer                                                           | Bondigoux                   | À côté de l'église Saint-Orens                                                                  |                                                       | À déterminer | à géolocaliser                   | Monument aux morts                                                                                  |
| Monument aux morts                                                                             | À déterminer                                                           | Bourg-Saint-Bernard         | À côté de l'église Saint-Bernard                                                                |                                                       | À déterminer | à géolocaliser                   | Monument aux morts                                                                                  |
| Monument aux morts                                                                             | À déterminer                                                           | Bruguières                  | À déterminer                                                                                    |                                                       | À déterminer | à géolocaliser                   | Monument aux morts                                                                                  |
| Monument aux morts                                                                             | À déterminer                                                           | Buzet-sur-Tarn              | À déterminer                                                                                    |                                                       | À déterminer | à géolocaliser                   | Monument aux morts                                                                                  |
| Monument aux victimes de la Gestapo                                                            | À déterminer                                                           | Buzet-sur-Tarn              | À déterminer                                                                                    |                                                       | À déterminer | à géolocaliser                   | Monument aux victimes de la Gestapo                                                                 |
| Monument aux morts                                                                             | À déterminer                                                           | Cadours                     | À déterminer                                                                                    |                                                       | À déterminer | à géolocaliser                   | Monument aux morts                                                                                  |
| Monument aux morts                                                                             | À déterminer                                                           | Calmont                     | À déterminer                                                                                    |                                                       | À déterminer | à géolocaliser                   | Monument aux morts                                                                                  |
| Monument aux martyrs du 16 juillet 1944                                                        | À déterminer                                                           | Calmont                     | À déterminer                                                                                    |                                                       | À déterminer | à géolocaliser                   | Monument aux martyrs du 16 juillet 1944                                                             |
| Monument aux morts                                                                             | À déterminer                                                           | Cambiac                     | À déterminer                                                                                    |                                                       | À déterminer | à géolocaliser                   | Monument aux morts                                                                                  |
| Monument aux morts                                                                             | À déterminer                                                           | Caragoudes                  | À déterminer                                                                                    |                                                       | À déterminer | à géolocaliser                   | Monument aux morts                                                                                  |
| Monument aux morts                                                                             | À déterminer                                                           | Cardeilhac                  | À déterminer                                                                                    |                                                       | À déterminer | à géolocaliser                   | Monument aux morts                                                                                  |
| Monument aux morts                                                                             | À déterminer                                                           | Castelginest                | À côté de l'église Saint-Étienne                                                                |                                                       | À déterminer | à géolocaliser                   | Monument aux morts                                                                                  |
| Monument aux morts                                                                             | À déterminer                                                           | Castelmaurou                | À déterminer                                                                                    |                                                       | À déterminer | à géolocaliser                   | Monument aux morts                                                                                  |
| Monument aux morts                                                                             | À déterminer                                                           | Castelnau-d'Estrétefonds    | À déterminer                                                                                    |                                                       | À déterminer | à géolocaliser                   | Monument aux morts                                                                                  |
| Monument aux morts                                                                             | À déterminer                                                           | Cazaril-Laspènes            | À déterminer                                                                                    |                                                       | À déterminer | à géolocaliser                   | Monument aux morts                                                                                  |
| Monument aux morts de 1914-1918                                                                | À déterminer                                                           | Cazères                     | Dans la chapelle du Christ en Croix de l'église Notre-Dame-de-l'Assomption                      |                                                       | À déterminer | à géolocaliser                   | Monument aux morts de 1914-1918                                                                     |
| Monument aux morts de 1914-1918                                                                | À déterminer                                                           | Cazères                     | Dans la chapelle du Christ en Croix de l'église Notre-Dame-de-l'Assomption                      |                                                       | À déterminer | à géolocaliser                   | Monument aux morts de 1914-1918                                                                     |
| Monument aux morts                                                                             | À déterminer                                                           | Cessales                    | À déterminer                                                                                    |                                                       | À déterminer | à géolocaliser                   | Monument aux morts                                                                                  |
| Monument aux morts                                                                             | À déterminer                                                           | Charlas                     | À déterminer                                                                                    |                                                       | À déterminer | à géolocaliser                   | Monument aux morts                                                                                  |
| Poilu au repos (monument aux morts)                                                            | Copie d'après Étienne Camus                                            | Cierp-Gaud                  | À déterminer                                                                                    |                                                       | À déterminer | à géolocaliser                   | Image manquante                                                                                     |
| Monument aux morts                                                                             | À déterminer                                                           | Colomiers                   | À côté de l'église Sainte-Radegonde                                                             |                                                       | À déterminer | à géolocaliser                   | Monument aux morts                                                                                  |
| Monument aux morts                                                                             | À déterminer                                                           | Daux                        | À déterminer                                                                                    |                                                       | À déterminer | à géolocaliser                   | Monument aux morts                                                                                  |
| Monument aux morts                                                                             | À déterminer                                                           | Drémil-Lafage               | À déterminer                                                                                    |                                                       | À déterminer | à géolocaliser                   | Monument aux morts                                                                                  |
| Monument aux morts (d)                                                                         | À déterminer                                                           | Escalquens                  | Avenue de la Mairie, à côté de l'église Saint-Martin                                            |                                                       | À déterminer | à géolocaliser                   | Monument aux morts (d)                                                                              |
| Poilu au repos (monument aux morts)                                                            | Copie d'après Étienne Camus                                            | Estadens                    | À déterminer                                                                                    |                                                       | À déterminer | à géolocaliser                   | Image manquante                                                                                     |
| Monument aux morts                                                                             | À déterminer                                                           | Figarol                     | À déterminer                                                                                    |                                                       | À déterminer | à géolocaliser                   | Monument aux morts                                                                                  |
| Monument aux morts                                                                             | À déterminer                                                           | Flourens                    | À déterminer                                                                                    |                                                       | À déterminer | à géolocaliser                   | Monument aux morts                                                                                  |
| Monument aux morts                                                                             | À déterminer                                                           | Folcarde                    | À déterminer                                                                                    |                                                       | À déterminer | à géolocaliser                   | Monument aux morts                                                                                  |
| Monument aux morts                                                                             | À déterminer                                                           | Franquevielle               | À déterminer                                                                                    |                                                       | À déterminer | à géolocaliser                   | Monument aux morts                                                                                  |
| Monument aux morts de 1914-1918                                                                | À déterminer                                                           | Fronton                     | Dans l'église Notre-Dame-de-l'Assomption                                                        |                                                       | À déterminer | à géolocaliser                   | Monument aux morts de 1914-1918                                                                     |
| Monument aux morts                                                                             | À déterminer                                                           | Fronton                     | À déterminer                                                                                    |                                                       | À déterminer | à géolocaliser                   | Monument aux morts                                                                                  |
| Monument aux morts                                                                             | À déterminer                                                           | Gagnac-sur-Garonne          | À déterminer                                                                                    |                                                       | À déterminer | à géolocaliser                   | Monument aux morts                                                                                  |
| Monument aux morts                                                                             | À déterminer                                                           | Garidech                    | À déterminer                                                                                    |                                                       | À déterminer | à géolocaliser                   | Monument aux morts                                                                                  |
| Monument aux morts                                                                             | À déterminer                                                           | Gauré                       | À déterminer                                                                                    |                                                       | À déterminer | à géolocaliser                   | Monument aux morts                                                                                  |
| Monument aux morts                                                                             | À déterminer                                                           | Gémil                       | À déterminer                                                                                    |                                                       | À déterminer | à géolocaliser                   | Monument aux morts                                                                                  |
| Monument aux morts                                                                             | À déterminer                                                           | Gibel                       | À déterminer                                                                                    |                                                       | À déterminer | à géolocaliser                   | Monument aux morts                                                                                  |
| Monument aux morts                                                                             | À déterminer                                                           | Goyrans                     | À déterminer                                                                                    |                                                       | À déterminer | à géolocaliser                   | Monument aux morts                                                                                  |
| Le Poilu mourant en défendant le Drapeau (monument aux morts)                                  | À déterminer                                                           | Grenade                     | À l'entrée du cimetière                                                                         |                                                       | À déterminer | à géolocaliser                   | Le Poilu mourant en défendant le Drapeau (monument aux morts)                                       |
| Monument aux morts                                                                             | À déterminer                                                           | Issus                       | À déterminer                                                                                    |                                                       | À déterminer | à géolocaliser                   | Monument aux morts                                                                                  |
| Poilu montant la garde avec baïonnette (monument aux morts)                                    | Copie d'après Jules Pollacchi                                          | Izaut-de-l'Hôtel            | À déterminer                                                                                    |                                                       | À déterminer | à géolocaliser                   | Poilu montant la garde avec baïonnette (monument aux morts)                                         |
| Monument aux morts                                                                             | À déterminer                                                           | Juzes                       | À déterminer                                                                                    |                                                       | À déterminer | à géolocaliser                   | Monument aux morts                                                                                  |
| Monument aux morts de 1870-1871                                                                | À déterminer                                                           | L'Isle-en-Dodon             | À déterminer                                                                                    |                                                       | À déterminer | à géolocaliser                   | Monument aux morts de 1870-1871                                                                     |
| Monument aux morts                                                                             | À déterminer                                                           | L'Isle-en-Dodon             | À déterminer                                                                                    |                                                       | À déterminer | à géolocaliser                   | Monument aux morts                                                                                  |
| Monument aux morts                                                                             | À déterminer                                                           | L'Union                     | À déterminer                                                                                    |                                                       | À déterminer | à géolocaliser                   | Monument aux morts                                                                                  |
| Monument aux morts                                                                             | À déterminer                                                           | Labastide-Beauvoir          | À déterminer                                                                                    |                                                       | À déterminer | à géolocaliser                   | Monument aux morts                                                                                  |
| Poilu au repos (monument aux morts)                                                            | Copie d'après Étienne Camus                                            | Labastide-Clermont          | À déterminer                                                                                    |                                                       | À déterminer | à géolocaliser                   | Image manquante                                                                                     |
| Monument aux morts                                                                             | À déterminer                                                           | Labarthe-Inard              | Rue de l'Église, à l'entrée du cimetière, à côté de l'église de la Nativité-de-la-Sainte-Vierge |                                                       | À déterminer | 43° 06′ 24″ nord, 0° 50′ 08″ est | Monument aux morts de Labarthe-Inard                                                                |
| Monument aux morts                                                                             | À déterminer                                                           | Labège                      | À déterminer                                                                                    |                                                       | À déterminer | à géolocaliser                   | Monument aux morts                                                                                  |
| Monument aux morts                                                                             | À déterminer                                                           | Lagarde                     | À côté de l'église Saint-Remi                                                                   |                                                       | À déterminer | à géolocaliser                   | Monument aux morts                                                                                  |
| Monument aux morts                                                                             | À déterminer                                                           | Lapeyrouse-Fossat           | À déterminer                                                                                    |                                                       | À déterminer | à géolocaliser                   | Monument aux morts                                                                                  |
| Monument aux morts                                                                             | À déterminer                                                           | Larroque                    | À côté de l'église Saint-Saturnin                                                               |                                                       | À déterminer | à géolocaliser                   | Monument aux morts                                                                                  |
| Monument aux passeurs-résistants abattus le 13 juin 1944                                       | À déterminer                                                           | Larroque                    | À déterminer                                                                                    |                                                       | À déterminer | 43° 11′ 42″ nord, 0° 36′ 31″ est | Monument aux passeurs-résistants abattus le 13 juin 1944 à Larroque                                 |
| Monument aux morts                                                                             | À déterminer                                                           | Latoue                      | À déterminer                                                                                    |                                                       | À déterminer | à géolocaliser                   | Monument aux morts                                                                                  |
| Monument aux morts                                                                             | À déterminer                                                           | Le Faget                    | À déterminer                                                                                    |                                                       | À déterminer | à géolocaliser                   | Monument aux morts                                                                                  |
| Monument aux morts                                                                             | À déterminer                                                           | Le Fousseret                | Contre l'église Saint-Pierre-ès-Liens                                                           |                                                       | À déterminer | à géolocaliser                   | Monument aux morts                                                                                  |
| Monument aux morts                                                                             | À déterminer                                                           | Léguevin                    | À déterminer                                                                                    |                                                       | À déterminer | à géolocaliser                   | Monument aux morts                                                                                  |
| Monument aux morts                                                                             | À déterminer                                                           | Lunax                       | À déterminer                                                                                    |                                                       | À déterminer | à géolocaliser                   | Monument aux morts                                                                                  |
| Monument aux morts                                                                             | À déterminer                                                           | Luscan                      | À déterminer                                                                                    |                                                       | À déterminer | à géolocaliser                   | Monument aux morts                                                                                  |
| Monument aux morts                                                                             | À déterminer                                                           | Lux                         | À déterminer                                                                                    |                                                       | À déterminer | à géolocaliser                   | Monument aux morts                                                                                  |
| Monument aux morts                                                                             | À déterminer                                                           | Mane                        | Sur la place de l'Église                                                                        |                                                       | À déterminer | à géolocaliser                   | Monument aux morts« Monument aux morts de 1914-1918 à Mane », sur À nos grands hommes               |
| Monument aux morts                                                                             | À déterminer                                                           | Marignac                    | À déterminer                                                                                    |                                                       | À déterminer | à géolocaliser                   | Monument aux morts                                                                                  |
| Monument aux morts                                                                             | Carlo Sarrabezolles                                                    | Martres-Tolosane            | Sur la place Henri-Dulion, devant la halle aux grains                                           |                                                       | 1921         | à géolocaliser                   | Monument aux morts« Monument aux morts de 1914-1918 à Martres-Tolosane », sur À nos grands hommes   |
| Monument aux morts                                                                             | À déterminer                                                           | Mauremont                   | À déterminer                                                                                    |                                                       | À déterminer | à géolocaliser                   | Monument aux morts                                                                                  |
| Monument aux morts                                                                             | À déterminer                                                           | Maurens                     | À déterminer                                                                                    |                                                       | À déterminer | à géolocaliser                   | Monument aux morts                                                                                  |
| Monument aux morts                                                                             | À déterminer                                                           | Maureville                  | Dans le cimetière                                                                               |                                                       | À déterminer | à géolocaliser                   | Monument aux morts                                                                                  |
| Monument aux morts                                                                             | À déterminer                                                           | Mauvaisin                   | À déterminer                                                                                    |                                                       | À déterminer | à géolocaliser                   | Monument aux morts                                                                                  |
| Monument aux morts                                                                             | À déterminer                                                           | Mérenvielle                 | À déterminer                                                                                    |                                                       | À déterminer | à géolocaliser                   | Monument aux morts                                                                                  |
| Monument aux morts                                                                             | À déterminer                                                           | Merville                    | À déterminer                                                                                    |                                                       | À déterminer | à géolocaliser                   | Monument aux morts                                                                                  |
| Victoire ailée avec couronne au-dessus de la tête (monument aux morts)                         | Copie d'après Étienne Camus                                            | Mondavezan                  | À déterminer                                                                                    |                                                       | À déterminer | à géolocaliser                   | Victoire ailée avec couronne au-dessus de la tête (monument aux morts)                              |
| Monument aux morts                                                                             | À déterminer                                                           | Monestrol                   | À déterminer                                                                                    |                                                       | À déterminer | à géolocaliser                   | Monument aux morts                                                                                  |
| Monument aux morts                                                                             | À déterminer                                                           | Mons                        | À déterminer                                                                                    |                                                       | À déterminer | à géolocaliser                   | Monument aux morts                                                                                  |
| Monument aux morts                                                                             | À déterminer                                                           | Montastruc-la-Conseillère   | À déterminer                                                                                    |                                                       | À déterminer | à géolocaliser                   | Monument aux morts                                                                                  |
| Monument aux morts                                                                             | À déterminer                                                           | Montberon                   | À déterminer                                                                                    |                                                       | À déterminer | à géolocaliser                   | Monument aux morts                                                                                  |
| Monument aux morts                                                                             | À déterminer                                                           | Montclar-Lauragais          | À déterminer                                                                                    |                                                       | À déterminer | à géolocaliser                   | Monument aux morts                                                                                  |
| Monument aux morts                                                                             | À déterminer                                                           | Montgaillard-Lauragais      | À déterminer                                                                                    |                                                       | À déterminer | à géolocaliser                   | Monument aux morts                                                                                  |
| Monument aux morts                                                                             | À déterminer                                                           | Montgiscard                 | À déterminer                                                                                    |                                                       | À déterminer | à géolocaliser                   | Monument aux morts                                                                                  |
| Monument aux morts                                                                             | À déterminer                                                           | Montjoire                   | Dans le cimetière                                                                               |                                                       | À déterminer | à géolocaliser                   | Monument aux morts                                                                                  |
| Monument aux morts                                                                             | À déterminer                                                           | Montlaur                    | À déterminer                                                                                    |                                                       | À déterminer | à géolocaliser                   | Monument aux morts                                                                                  |
| Monument aux morts                                                                             | H. Polles                                                              | Montréjeau                  | Sur le parvis de l'église Saint-Jean-Baptiste, devant la mairie                                 |                                                       | À déterminer | à géolocaliser                   | Monument aux morts« Monument aux morts de 1914-1918 à Montréjeau », sur À nos grands hommes         |
| Monument aux morts                                                                             | À déterminer                                                           | Montsaunès                  | À déterminer                                                                                    |                                                       | À déterminer | à géolocaliser                   | Monument aux morts                                                                                  |
| Monument aux morts                                                                             | Jules Jacques Labatut                                                  | Muret                       | Sur la place de la Paix                                                                         |                                                       | 1922         | à géolocaliser                   | Monument aux morts« Monument aux morts de 1914-1918 à Muret », sur À nos grands hommes              |
| Monument aux morts                                                                             | À déterminer                                                           | Nailloux                    | À déterminer                                                                                    |                                                       | À déterminer | à géolocaliser                   | Monument aux morts                                                                                  |
| Monument aux morts                                                                             | À déterminer                                                           | Nénigan                     | À déterminer                                                                                    |                                                       | À déterminer | à géolocaliser                   | Monument aux morts                                                                                  |
| Monument aux morts                                                                             | À déterminer                                                           | Nizan-Gesse                 | À déterminer                                                                                    |                                                       | À déterminer | à géolocaliser                   | Monument aux morts                                                                                  |
| Monument aux morts                                                                             | À déterminer                                                           | Nogaret                     | À déterminer                                                                                    |                                                       | À déterminer | à géolocaliser                   | Monument aux morts                                                                                  |
| Monument aux morts                                                                             | À déterminer                                                           | Ondes                       | À déterminer                                                                                    |                                                       | À déterminer | à géolocaliser                   | Monument aux morts                                                                                  |
| Monument aux morts                                                                             | À déterminer                                                           | Paulhac                     | À déterminer                                                                                    |                                                       | À déterminer | à géolocaliser                   | Monument aux morts                                                                                  |
| Monument aux morts                                                                             | À déterminer                                                           | Pechbonnieu                 | À déterminer                                                                                    |                                                       | À déterminer | à géolocaliser                   | Monument aux morts                                                                                  |
| Monument aux morts                                                                             | À déterminer                                                           | Pelleport                   | À déterminer                                                                                    |                                                       | À déterminer | à géolocaliser                   | Monument aux morts                                                                                  |
| Monument aux morts                                                                             | À déterminer                                                           | Pins-Justaret               | À déterminer                                                                                    |                                                       | À déterminer | à géolocaliser                   | Monument aux morts                                                                                  |
| Monument aux morts                                                                             | À déterminer                                                           | Pibrac                      | À déterminer                                                                                    |                                                       | À déterminer | à géolocaliser                   | Monument aux morts                                                                                  |
| Monument aux morts                                                                             | À déterminer                                                           | Plaisance-du-Touch          | Sur la place de la Libération, à côté de l'église Saint-Barthélémy                              |                                                       | À déterminer | à géolocaliser                   | Image manquante                                                                                     |
| Monument aux morts                                                                             | À déterminer                                                           | Pouze                       | À déterminer                                                                                    |                                                       | À déterminer | à géolocaliser                   | Monument aux morts                                                                                  |
| Monument aux morts                                                                             | À déterminer                                                           | Préserville                 | À côté de l'église Saint-Antoine                                                                |                                                       | À déterminer | à géolocaliser                   | Monument aux morts                                                                                  |
| Monument aux morts                                                                             | À déterminer                                                           | Renneville                  | À déterminer                                                                                    |                                                       | À déterminer | à géolocaliser                   | Monument aux morts                                                                                  |
| Monument aux morts                                                                             | À déterminer                                                           | Rieumajou                   | À déterminer                                                                                    |                                                       | À déterminer | à géolocaliser                   | Monument aux morts                                                                                  |
| Monument aux morts                                                                             | À déterminer                                                           | Saint-Bertrand-de-Comminges | À déterminer                                                                                    |                                                       | À déterminer | à géolocaliser                   | Monument aux morts                                                                                  |
| Monument aux morts                                                                             | À déterminer                                                           | Saint-Félix-Lauragais       | Au chevet de la chapelle Saint-Roch                                                             |                                                       | À déterminer | à géolocaliser                   | Monument aux morts                                                                                  |
| Monument aux morts                                                                             | Paul Ducuing                                                           | Saint-Gaudens               | Sur l'esplanade de la Légion d'honneur                                                          | Inscrit MH (2018).                                    | À déterminer | à géolocaliser                   | Monument aux morts                                                                                  |
| Monument aux morts                                                                             | À déterminer                                                           | Saint-Geniès-Bellevue       | À déterminer                                                                                    |                                                       | À déterminer | à géolocaliser                   | Monument aux morts                                                                                  |
| Monument aux morts                                                                             | À déterminer                                                           | Saint-Jory                  | À déterminer                                                                                    |                                                       | À déterminer | à géolocaliser                   | Monument aux morts                                                                                  |
| Poilu au repos (monument aux morts)                                                            | Copie d'après Étienne Camus                                            | Saint-Laurent               | À déterminer                                                                                    |                                                       | À déterminer | à géolocaliser                   | Poilu au repos (monument aux morts)                                                                 |
| Monument aux morts                                                                             | À déterminer                                                           | Saint-Loup-Cammas           | À déterminer                                                                                    |                                                       | À déterminer | à géolocaliser                   | Monument aux morts                                                                                  |
| Monument aux morts                                                                             | Camille Raynaud                                                        | Saint-Lys                   | Sur la façade de la mairie, au-dessus du passage de la rue du Fort                              |                                                       | 1921         | à géolocaliser                   | Monument aux morts« Monument aux morts de 1914-1918 à Saint-Lys », sur À nos grands hommes          |
| Monument aux morts                                                                             | À déterminer                                                           | Saint-Martin-du-Touch       | À côté de l'église                                                                              |                                                       | À déterminer | à géolocaliser                   | Monument aux morts                                                                                  |
| Monument aux morts                                                                             | À déterminer                                                           | Saint-Martory               | À déterminer                                                                                    |                                                       | À déterminer | à géolocaliser                   | Monument aux morts                                                                                  |
| Monument aux morts                                                                             | À déterminer                                                           | Saint-Orens-de-Gameville    | À déterminer                                                                                    |                                                       | À déterminer | à géolocaliser                   | Monument aux morts                                                                                  |
| Monument aux morts                                                                             | À déterminer                                                           | Saint-Paul-d'Oueil          | À déterminer                                                                                    |                                                       | À déterminer | à géolocaliser                   | Monument aux morts                                                                                  |
| Monument aux morts                                                                             | À déterminer                                                           | Saint-Pé-d'Ardet            | À déterminer                                                                                    |                                                       | À déterminer | à géolocaliser                   | Monument aux morts                                                                                  |
| Monument aux morts                                                                             | À déterminer                                                           | Saint-Pierre                | À déterminer                                                                                    |                                                       | À déterminer | à géolocaliser                   | Monument aux morts                                                                                  |
| Monument aux morts                                                                             | À déterminer                                                           | Saint-Rustice               | À côté de l'église Saint-Pierre                                                                 |                                                       | À déterminer | à géolocaliser                   | Monument aux morts                                                                                  |
| Monument aux morts                                                                             | À déterminer                                                           | Saint-Sauveur               | À déterminer                                                                                    |                                                       | À déterminer | à géolocaliser                   | Monument aux morts                                                                                  |
| Monument aux morts                                                                             | À déterminer                                                           | Sana                        | À déterminer                                                                                    |                                                       | À déterminer | à géolocaliser                   | Monument aux morts                                                                                  |
| Monument aux morts                                                                             | À déterminer                                                           | Savarthès                   | À déterminer                                                                                    |                                                       | À déterminer | à géolocaliser                   | Monument aux morts                                                                                  |
| Monument aux morts                                                                             | À déterminer                                                           | Ségreville                  | À déterminer                                                                                    |                                                       | À déterminer | à géolocaliser                   | Monument aux morts                                                                                  |
| Monument aux morts                                                                             | À déterminer                                                           | Seilh                       | À déterminer                                                                                    |                                                       | À déterminer | à géolocaliser                   | Monument aux morts                                                                                  |
| Monument aux morts                                                                             | À déterminer                                                           | Seyre                       | À déterminer                                                                                    |                                                       | À déterminer | à géolocaliser                   | Monument aux morts                                                                                  |
| Monument aux morts                                                                             | À déterminer                                                           | Saint-Rome                  | À déterminer                                                                                    |                                                       | À déterminer | à géolocaliser                   | Monument aux morts                                                                                  |
| Monument aux morts                                                                             | À déterminer                                                           | Tarabel                     | À côté de l'église Saint-Barthélemy                                                             |                                                       | À déterminer | à géolocaliser                   | Monument aux morts                                                                                  |
| Monument aux Enfants de la Haute-Garonne mort pour la Patrie (monument aux morts de 1870-1871) | Paul Pujol et Théophile Barrau                                         | Toulouse                    | Allées Forain-François-Verdier                                                                  |                                                       | 1908         | 43° 35′ 48″ nord, 1° 27′ 09″ est | Monument aux morts de 1870-1871 de Toulouse                                                         |
| Monument aux morts de 1914-1918                                                                | À déterminer                                                           | Toulouse                    | Dans l'église Saint-Pierre des Chartreux                                                        |                                                       | À déterminer | à géolocaliser                   | Monument aux morts de 1914-1918                                                                     |
| Monument aux combattants de la Haute-Garonne                                                   | Léon Jaussely, André Abbal, Henri-Raphaël Moncassin et Camille Raynaud | Toulouse                    | Allées Forain-François-Verdier                                                                  | Inscrit MH (2018).                                    | À déterminer | 43° 36′ 00″ nord, 1° 27′ 07″ est | Monument aux combattants de la Haute-Garonne                                                        |
| Monument aux victimes de l'explosion de l'usine AZF                                            | À déterminer                                                           | Toulouse                    | Route de Seysses                                                                                | Commémore les victimes de l'explosion de l'usine AZF. | À déterminer | à géolocaliser                   | Monument aux victimes de l'explosion de l'usine AZF                                                 |
| Monument aux morts                                                                             | À déterminer                                                           | Tournefeuille               | Sur la place de la Mairie                                                                       |                                                       | À déterminer | à géolocaliser                   | Monument aux morts                                                                                  |
| Monument aux morts                                                                             | À déterminer                                                           | Toutens                     | À déterminer                                                                                    |                                                       | À déterminer | à géolocaliser                   | Monument aux morts                                                                                  |
| Monument aux morts                                                                             | À déterminer                                                           | Trébons-sur-la-Grasse       | À déterminer                                                                                    |                                                       | À déterminer | à géolocaliser                   | Monument aux morts                                                                                  |
| Monument aux morts                                                                             | À déterminer                                                           | Vacquiers                   | À déterminer                                                                                    |                                                       | À déterminer | à géolocaliser                   | Monument aux morts                                                                                  |
| Poilu au repos (monument aux morts)                                                            | Copie d'après Étienne Camus                                            | Valentine                   | À déterminer                                                                                    |                                                       | À déterminer | à géolocaliser                   | Poilu au repos (monument aux morts)                                                                 |
| Monument aux morts                                                                             | À déterminer                                                           | Vallesvilles                | À côté de l'église Saint-Martin                                                                 |                                                       | À déterminer | à géolocaliser                   | Monument aux morts                                                                                  |
| Monument aux morts                                                                             | À déterminer                                                           | Varennes                    | À déterminer                                                                                    |                                                       | À déterminer | à géolocaliser                   | Monument aux morts                                                                                  |
| Monument aux morts                                                                             | À déterminer                                                           | Vaux                        | À déterminer                                                                                    |                                                       | À déterminer | à géolocaliser                   | Monument aux morts                                                                                  |
| Monument aux morts                                                                             | À déterminer                                                           | Vendine                     | À déterminer                                                                                    |                                                       | À déterminer | à géolocaliser                   | Monument aux morts                                                                                  |
| Monument aux morts                                                                             | À déterminer                                                           | Venerque                    | Dans l'église Saint-Pierre-et-Saint-Phébade                                                     |                                                       | À déterminer | à géolocaliser                   | Monument aux morts                                                                                  |
| Monument aux morts                                                                             | À déterminer                                                           | Verfeil                     | À déterminer                                                                                    |                                                       | À déterminer | à géolocaliser                   | Monument aux morts                                                                                  |
| Monument aux morts                                                                             | À déterminer                                                           | Vernet                      | À déterminer                                                                                    |                                                       | À déterminer | à géolocaliser                   | Monument aux morts                                                                                  |
| Monument aux morts                                                                             | À déterminer                                                           | Vieillevigne                | À déterminer                                                                                    |                                                       | À déterminer | à géolocaliser                   | Monument aux morts                                                                                  |
| Monument aux morts                                                                             | À déterminer                                                           | Villeneuve-de-Rivière       | À déterminer                                                                                    |                                                       | À déterminer | à géolocaliser                   | Monument aux morts                                                                                  |
| Monument aux morts                                                                             | À déterminer                                                           | Villeneuve-lès-Bouloc       | À côté de l'église Saint-Pierre                                                                 |                                                       | À déterminer | à géolocaliser                   | Monument aux morts                                                                                  |